# Expedice 42
Expedice 42 byla dvaačtyřicátou expedicí na Mezinárodní vesmírnou stanici (ISS). Expedice trvala od listopadu 2014 do března 2015. Byla šestičlenná, tři členové posádky přešli z Expedice 41, zbývající trojice na ISS přiletěla v Sojuzu TMA-15M v neděli 23. listopadu 2014.
Sojuz TMA-14M a Sojuz TMA-15M expedici sloužily jako záchranné lodě.

## Posádka
| Pozice          | 1. část (září 2014)                        | 2. část (září – listopad 2014)             |
| --------------- | ------------------------------------------ | ------------------------------------------ |
| Velitel         | Barry Wilmore, (2) NASA                    | Barry Wilmore, (2) NASA                    |
| Palubní inženýr | Alexandr Samokuťajev, (2), Roskosmos (CPK) | Alexandr Samokuťajev, (2), Roskosmos (CPK) |
| Palubní inženýr | Jelena Serovová, (1), Roskosmos (CPK)      | Jelena Serovová, (1), Roskosmos (CPK)      |
| Palubní inženýr |                                            | Anton Škaplerov, (2), Roskosmos (CPK)      |
| Palubní inženýr |                                            | Samantha Cristoforettiová (1), ESA         |
| Palubní inženýr |                                            | Terry Virts (2), NASA                      |

V závorkách je uveden dosavadní počet letů do vesmíru včetně této mise.
Zdroj pro tabulku: Expedition 42 na webu NASA.
Záložní posádka:
- Gennadij Padalka
- Michail Kornijenko
- Scott Kelly
- Oleg Kononěnko
- Kimija Jui
- Kjell Lindgren